# بيل إيفانز (صحفي)
بيل إيفانز (بالإنجليزية: Bill Evans)‏ هو صحفي أمريكي، ولد في 16 يوليو 1960 في ميريديان في الولايات المتحدة.